# Kam Shur
Kam Shur (persan : كمشور romanisé en Kam Shūr) est un village de la province de Kermanshah en Iran. Lors du recensement de 2006, sa population était de 354 habitants pour 93 familles.